# Teodor Axentowicz
Teodor Axentowicz (13. května 1859, Brašov – 26. srpna 1938, Krakov) byl polsko-arménským malířem a universitním profesorem. Ve své době byl proslulým malířem, byl také rektorem Akademie krásných umění v Krakově. Jakožto umělec byl známým pro své portréty a detailní scény ze života Huculů, kteří byli usídlení v Karpatech.

## Životopis
Axentowicz se narodil dne 13. května 1859 v Brašově (Uhersko, nyní Rumunsko) do rodiny polsko-arménského původu. V roce 1893 si v Chelsea v Londýně vzal za manželku Izu Henriettu Gielgudovou, tetu Val Gielguda a Johna Gielguda z divadelní dynastie. Syn Philip S. A. D. Axentowicz se narodil v Chelsea v roce 1893.
Mezi roky 1879 a 1882 studoval na Akademii krásných umění v Mnichově. Odtud se přestěhoval do Paříže, kde byl studentem u malíře Caroluse-Durana a až do roku 1895 pokračoval ve svém vzdělávání se. Během té doby započal dlouhodobou spolupráci s různými časopisy a začal svoji kariéru jako kopista, který kopíroval díla Tiziana a Botticelliho pro Le Monde illustré. Absolvoval mnoho cest do Londýna a Říma, kde připravil soubor portrétů, první ve své kariéře.
V roce 1894 započal spolupráci s Wojciechem Kossakem a Janem Stykou během příprav panorama bitvy u Racławic, jednoho z největších panoramatických obrazů v historii polského umění. Následující rok se přestěhoval do Krakova, kde se stal profesorem na místní Akademii krásných umění. Byl také aktivní v místní společnosti a spolupracoval s různými spolky, které se zabývaly propagací umění a řemesel. V roce 1897 založil uměleckou konzervatoř pro ženy a brzy poté se stal jedním ze zakladatelů Sdružení polských umělců „Sztuka“, jejímiž členy byli takoví umělci jako Józef Chełmoński, Julian Fałat, Jacek Malczewski, Józef Mehoffer, Jan Stanisławski, Włodzimierz Tetmajer, Leon Wyczółkowski a Stanisław Wyspiański. V roce 1910 se stal rektorem Akademie a od roku 1928 byl také čestným členem spolku Zachęta. Zemřel dne 26. srpna 1938 v Krakově.
Během svého života měl mnoho výstav jak v Polsku tak v cizině. Byl vyznamenán mnoha zlatými medailemi jak na národních tak zahraničních výstavách. Nejvýznamnější byly organizovány v Berlíně (1896, 1913), St. Louis (1904), Mnichově (1905, 1935), Londýně (1906), Vídni (1908), Římě (1911), Benátkách (1914, 1926), Paříži (1921), Chicagu (1927) a Praze (1927). Jeho obrazy se nacházejí v téměř všech veřejných sbírkách v Polsku a v početných soukromých sbírkách doma i v cizině.
V roce 1904 na světové výstavě v St. Louis obdržel Axentowicz zvláštní pamětní vyznamenání v uznání za záslužné služby, které byly spojeny s různými národními sekcemi oddělení umění. Když byl v Paříži získal prestižní titul důstojníka d'Académie Ordre des Palmes académiques a členství v Académie des beaux-arts. Vedle členství ve Sdružení polských umělců „Sztuka“, byl také členem Hagenbundu a zakládajícím členem Vídeňská secese.